# Capsule cosmique
Capsule cosmique était un magazine mensuel de bandes dessinées pour enfants édité par les éditions Milan de 2004 à 2006. Le Magazine a été co-fondé par son rédacteur en chef Gwen de Bonneval et son rédacteur en chef adjoint Stéphane Oiry. Le secrétariat de rédaction était assuré par Pauline Mermet et le comité de lecture composé de Nicolas Hubesch et Dorothée de Monfreid.
Le premier numéro paraît en septembre 2004 et le journal cesse de paraître en juin 2006 au bout de 21 numéros dans des conditions controversées, car si sa diffusion en kiosque est mauvaise (les libraires peinant à décider si le journal doit être classé en « jeunesse », « bédé » ou autre), sa diffusion par abonnement avait atteint les 12 800 exemplaires et ne cessait de croître, le seuil de rentabilité étant en passe d'être atteint, d'autant que la création d'une collection d'albums Capsule cosmique permettait d'augmenter encore le lectorat du journal. Les auteurs et le comité d'entreprise de Milan parlent d'un énorme gâchis. Il semble que la décision de cesser la parution du journal ne soit pas liée au rachat des éditions Milan par son concurrent Bayard presse, qui appréciait le mensuel.
Un grand dossier (intitulé Capsule tragique) est consacré à l'arrêt de la publication de Capsule cosmique dans le numéro 2 de la revue L'Éprouvette, dirigée par J.C. Menu et parue à l'Association. On y lit les réactions des auteurs, à la fois sous forme de bandes dessinées et de prose. Gwen de Bonneval y décrit aussi par le menu la chronologie des événements menant de la création du magazine à l'arrêt de sa publication.

## Philosophie
Le journal cherchait ostensiblement à sortir des sentiers battus de la bande dessinée pour enfants, que ce soit au niveau graphique ou thématique, au point que certains libraires n'osent pas placer le journal au rayon approprié. Dans Capsule cosmique on verra Tête noire, le catcheur, démolir ses adversaires, on saura tout sur l'oiseau Pipit Farlouse, sur Eddy Milveux, Anna et Froga, sur Plic et Ploc, on lira des carnets de voyage, on apprendra ce que sont les métiers intéressants (Hells Angels, vagabond...), etc.
Le tout rappellera plus la bande dessinée underground ou les livres illustrés destinés aux plus petits que la presse, souvent si sage, qui est habituellement destinée à cette tranche d'âge : Okapi ou Le Journal de Spirou. Beaucoup d'auteurs sont des transfuges des éditions du Rouergue ou de L'Association et sont loin de manquer d'expérience. Pour cette raison, dès le premier numéro, la formule de Capsule cosmique semble très au point.

## Collaborateurs
Jacques Azam, Hervé Tanquerelle, Jérôme Duveau, José Parrondo, Lisa Mandel, Michaël Sterckeman, Gwen de Bonneval, Nicolas Hübesch, Jean-Michel Thiriet, Manu Brughera, Stanislas, Escoffier, Frankyravi, Anouk Ricard, Riad Sattouf, Trap, Stéphane Oiry, Colonel Moutarde, Jean-Luc Coudray, Philippe Coudray, Laurent Kling, Suzanne Queroy, Jean-Yves Duhoo, Pauline Chevalier, Frantz Duchazeau, Vincent Bergier, Appollo, Matthieu Bonhomme, Tofépi, Muzo, Hugo Piette, Rocco, David B., Lucie Durbiano, Julien Hippolyte, Tian, Christophe Blain, Mathieu Sapin, Sylvain-Moizie, Marion Montaigne, Catherine Meurisse, Morvandieu, Jampur Fraize, Mauro Mazzari, Bruno Salamone, David Wautier, Anne-Charlotte Gautier, Dorothée de Monfreid, Marion Girerd, Ohm, Hubert, Kerascoët, Mezzo, Pierre Le Gall, Piano, Kaze Dolemite, Hugues Micol, Émile Bravo, Matthias Lehmann, Thierry Murat, Morgan Navarro.